# Lonicera arborea
Lonicera arborea är en kaprifolväxtart som beskrevs av Pierre Edmond Boissier. Lonicera arborea ingår i släktet tryar, och familjen kaprifolväxter. Inga underarter finns listade i Catalogue of Life.